# São José da Vitória
São José da Vitória é um município brasileiro do interior e sul do estado da Bahia. É um dos menores municípios da Bahia em população, além de ter uma das menores áreas urbanas do estado.
Na segunda metade do século XX, São José da Vitória foi um distrito de Buerarema e chamava-se "São José do Macuco".

## Demografia

### População (censo)
Segundo o Censo 2022 do IBGE, a população de São José da Vitória é de 5 315 habitantes, ocupando a posição 404ª na Bahia, 1519ª no Nordeste e 4156ª no Brasil. Em comparação com o Censo 2010, houve uma queda de -11,77%. Está entre os 15 municípios de menor população na Bahia. Mais dados da população abaixo:
- População (Censo 2022): 5 315.
- População (Censo 2010): 5 715.[15]
- População (Censo 2000): 6 210.[16]
- População (Censo 1991): 8 768.[17]

Conforme se ver, entre os censos de 1991, 2000, 2010 e 2022, a população do município teve uma queda gradativa.

### População (estimativa)
De acordo com a estimativa de 2024 do IBGE, a população do município era de 5 451 habitantes.

### População (urbana, rural e por sexo)
- População urbana (2010): 5 162.
- População rural (2010): 553.
- População masculina (2010): 2 902.
- População feminina (2010): 2 813.[15]

## Geografia

### Área
O município de São José da Vitória tem uma área territorial de 127,925 km², segundo o IBGE. Já sua área urbana é de apenas 0,61 km², sendo a 411ª da Bahia e uma das sete menores do estado.

### Clima
O clima de São José da Vitória é tropical. Sua temperatura média é 22.7 °C.

### Hidrografia
O município de São José da Vitória é cortado pelo rio Una. O rio abastece a cidade, assim como também Buerarema.

### Bioma
O bioma de São José da Vitória é a Mata Atlântica.

## Economia
São José da Vitória tinha, em 2020, um PIB de R$ 57 milhões, segundo o IBGE. É um dos quinze municípios mais pobres da Bahia e tem a menor economia do sul do estado. Em 2020, tinha um PIB per capita de R$ 10 166,93, ocupando a posição 231º na Bahia e 4572º no Brasil. Já em 2010, tinha um PIB per capita de R$ 4 257,94. Entre 2010 e 2020, seu PIB per capita mais que dobrou.
Entre as classes econômicas, a concentração de renda em São José da Vitória é muito baixa. A população mais pobre participa com mais de 80% do total de remunerações da cidade. A administração pública é a que mais emprega. Em 2020, o salário médio mensal dos trabalhadores formais era de 1,4 salários mínimos.
Na agricultura, o município se destaca na produção de cacau.

## Política e administração
O município de São José da Vitória possui uma estrutura político-administrativa composta pelo Poder Executivo, chefiado por um prefeito eleito por sufrágio universal, o qual é auxiliado diretamente por secretários municipais nomeados por ele, e pelo Poder Legislativo, institucionalizado pela Câmara Municipal de São José da Vitória, órgão colegiado de representação dos munícipes que é composto por 9 vereadores também eleitos por sufrágio universal.

### Poder Executivo
O prefeito de São José da Vitória é Rodson Pereira Costa, também conhecido como Professor Rodson, do Podemos (PODE), que assumiu o cargo em 2025 para seu primeiro mandato. O vice-prefeito é Fernando Pereira Barros, também conhecido como Fernandinho, do Podemos.

### Poder Legislativo
A Câmara Municipal de São José da Vitória é composta por nove vereadores.

## Dados gerais
- Área: 127,925 km².
- População: 5 715 (Censo 2010); 5 315 (Censo 2022).
- População urbana: 5 162 (2010).
- População rural: 553 (2010).
- PIB: R$ 57 milhões (2020).
- PIB per capita: R$ 10 166,93 (2020).
- IDH: 0,546 (2010).
- Bioma: Mata Atlântica.
- DDD: 073.
- Número de vereadores: 9.[15][37][38][39][40]